# نایت‌میوت (آلاسکا)
نایت‌میوت (به انگلیسی: Nightmute) شهری در ناحیه سرشماری بتل ایالت آلاسکا است که جمعیت آن در سرشماری سال ۲۰۰۰ میلادی ۲۰۸ نفر بوده‌است.